# Weathers
Weathers — американская рок-группа, играющая альтернативный и инди-рок. Основанная в 2015 году в Лос-Анджелесе, на данный момент, группа состоит из четырёх участников — вокалиста Кэмерона Бойе, гитариста Кэмерона Олсена, басиста Бреннена Баттенса и барабанщика Коула Карсона.

## История

### Формирование
Впервые Кэмерон Бойер и Кэмерон Олсен встретились в 2012 году, на местной Битве Групп на Манхеттен-бич. На тот момент Бреннен Баттенс уже состоял в группе, получив сообщение из рассылки о поиске басиста. Некоторое время спустя, к группе присоединился Коул Карсон. Отцы Бойера и Карсона вместе играли в группе в Иллинойс-тауне, и отец Кэмерона предложил пригласить Коула в группу, после того как увидел его на YouTube. Окончательно группа была сформирована в октябре 2015.

### Первые синглы (2015)
Окончательно сформировав состав, Weathers выпустили два сингла: «I Don’t Wanna Know» и «Happy Pills». Второй стал самой добавляемой песней на альтернативном радио на момент, когда был выпущен, а также самым добавляемым среди новых исполнителей 2010-х. В итоге «Happy Pills» достигли 21-го места в чарте альтернативных песен Billboard. Участвовали в турах совместно с Saint Motel, Nothing but Thieves, и Dreamers.

## Участники
- Кэмерон Бойер — вокал, соло-гитара, пианино, клавишные (2015 — настоящее время)
- Кэмерон Олсен — гитара, бэк-вокал (2015 — настоящее время)
- Бреннен Баттен — бас-гитара, бэк-вокал, пианино, клавишные (2015 — настоящее время)
- Коул Карсон — ударные, бэк-вокал (2015 — настоящее время)

## Дискография

### Альбомы
- Happy Pills RCA
- Kids In The Night (2018)

### EP’s
- Kids in the night — Part 1 (2018)
- Kids in the night — Part 2 (2018)

### Синглы
| Название             | Год  | Наивысшие позиции в чартах | Наивысшие позиции в чартах | Альбом |
| Название             | Год  | Alternative Songs          | Rock Airplay               | Альбом |
| -------------------- | ---- | -------------------------- | -------------------------- | ------ |
| «Happy Pills»        | 2016 | 21                         | 42                         | TBA    |
| «I Don’t Wanna Know» | 2016 |                            |                            | TBA    |